# SPD Hessen
Die SPD Hessen ist der Landesverband der Sozialdemokratischen Partei Deutschlands (SPD) im Land Hessen. Sie war Mitte 2024 mit etwa 40.000 Mitgliedern die mitgliederstärkste Partei in Hessen. Vorsitzender ist seit März 2024 Sören Bartol und Generalsekretärin Josefine Koebe.

## Geschichte

### Im Kaiserreich
Bei der Gründung des Allgemeinen Deutschen Arbeitervereins am 23. Mai 1863 waren auch Sozialdemokraten aus dem heutigen Hessen vertreten. Die zweite Generalversammlung fand in Frankfurt am Main statt. Im Jahr 1867 bildete sich auch ein Ortsverein in Kassel. Bekanntestes Gründungsmitglied wurde Wilhelm Pfannkuch. Seit der Fusion 1875 trat die Partei als Sozialistische Arbeiterpartei Deutschlands auf. Unter den Sozialistengesetzen und dem Dreiklassenwahlrecht in Preußen bzw. des Zensuswahlrecht im Großherzogtum Hessen konnte sie jedoch nur geringen Einfluss ausüben.
1884 wurden mit Carl Ulrich und Franz Jöst erstmals Sozialdemokraten in den hessischen Landtag gewählt. Seit Herbst 1890 trat die Partei als SPD auf.
Am 22. Februar 1891 fand der erste sozialdemokratische Parteitag für Hessen-Darmstadt und Hessen-Nassau in Frankfurt am Main statt. Diese (damals länderübergreifende) Organisationsform (der heutige Bezirk Hessen-Süd der SPD) war gewählt worden, da die preußischen und hessischen Gebiete keine geschlossene geographische Einheit bildeten. Vertreten waren Delegierte aus dem Großherzogtum und aus dem Regierungsbezirk Wiesbaden. Die nordhessischen Kreise waren nicht vertreten. Eine dreiköpfige Kommission mit Sitz in Frankfurt bildete den organisatorischen Kern des Bezirksverbandes. Die Frankfurter Volksstimme wurde zum alleinigen Parteiblatt des Bezirks erklärt und die anderen vier bestehenden Parteizeitungen eingestellt.
Die SPD steigerte ihre Stimmenanteile kontinuierlich und erreichte 1911 33,7 % der Stimmen. Im Landtag des Großherzogtums Hessen verfügte sie über folgende Sitze:
| Jahr  | 1884 | 1887 | 1890 | 1890/1 | 1890/2 | 1897 | 1899 | 1902 | 1905 | 1908 | 1911 |
| Sitze | 2    | 2    | 3    | 3      | 4      | 5    | 6    | 6    | 5    | 8    | 8    |

Ein vergleichbares Bild ergab sich auch bei den Reichstagswahlen:
| Jahr     | 1871  | 1874  | 1877  | 1878   | 1881   | 1884   | 1887   | 1890   | 1893   | 1898   | 1903   | 1907   | 1912   |
| Prozente | 3,2 % | 5,3 % | 8,7 % | 10,4 % | 12,2 % | 15,9 % | 11,3 % | 20,8 % | 24,6 % | 33,9 % | 35,5 % | 32,7 % | 39,3 % |
| Sitze    | 0     | 0     | 0     | 0      | 1      | 1      | 0      | 2      | 2      | 2      | 2      | 2      | 4      |

### In der Weimarer Republik
Die Novemberrevolution führte auch in Hessen zu revolutionären Ereignissen. Wie anderswo im Land bildeten sich Arbeiter und Soldatenräte, an denen Sozialdemokraten aktiv beteiligt waren. Am 8. November 1918 kam es in Hessen zu einer Revolte eines Teils der in der damaligen Landeshauptstadt Darmstadt stationierten Truppen. Großherzog Ernst Ludwig reagierte darauf mit der Benennung eines Staatsrates in dem jeweils zwei Vertreter der im Landtag vertretenen Parteien und der Großherzog mit seinen Ministern vertreten waren. In diesem Gremium trat die SPD für eine Abdankung des Großherzogs ein. Der Großherzog lehnte dieses Ansinnen ab. Daraufhin erklärte der Darmstädter Arbeiter- und Soldatenrat am 9. November 1918 die Absetzung des Großherzogs. Mit der Anerkennung dieser Absetzung durch den Vorsitzenden der SPD-Fraktion Carl Ulrich war diese Absetzung Fakt und Hessen-Darmstadt offiziell Volksstaat bzw. Republik geworden.
Der Arbeiter- und Soldatenrat beauftragte Ulrich mit der Regierungsbildung. Am 14. November wurde die Übergangsregierung aus Carl Ulrich, Heinrich Fulda (SPD), Konrad Henrich (Fortschrittspartei) und Otto von Brentano di Tremezzo (Zentrum) gebildet. Auch wenn die Republik durch den Arbeiter- und Soldatenrat geschaffen wurde, war Carl Ulrich ein entschiedener Anhänger der repräsentativen Demokratie. Am 27. November wies er die Behörden des Landes an, Anordnungen nicht mehr von den Räten, sondern ausschließlich von der Regierung anzunehmen. Gleichzeitig wurden freie Wahlen für den 26. Januar 1919 angesetzt.
Bei der Wahl zum Landtag des Volksstaates Hessen wurde die SPD mit 44 % klar stärkste Partei und bildete mit der DDP und dem Zentrum eine große Koalition. Die USPD konnte den Einfluss, den sie in den Räten ausgeübt hatte, nicht in Parlamentssitze umsetzen und kam abgeschlagen auf 1,5 %.
Bei den Landtagswahlen erreichte die SPD folgende Ergebnisse:
| Jahr     | 1919   | 1921   | 1924   | 1927   | 1931   | 1932   |
| Prozente | 44,0 % | 32,6 % | 35,2 % | 32,6 % | 37,1 % | 23,1 % |
| Sitze    | 31     | 24     | 26     | 24     | 27     | 17     |

Carl Ulrich wurde erster demokratisch gewählter Ministerpräsident und blieb bis 1928 in diesem Amt, bis sein Parteifreund Bernhard Adelung dieses Amt übernahm.
Während die SPD in den 1920er Jahren immer deutlich stärkste Fraktion geworden war (wobei das herausragende Ergebnis der ersten Wahl bereits bei den Kommunalwahlen im Volksstaat Hessen 1919/1920 nicht mehr erreicht wurde), brach die Partei bei der Landtagswahl im Volksstaat Hessen 1932 ein und wurde mit 23,1 % nur noch zweitstärkste Partei nach der NSDAP, die 44,0 % erreicht hatte. Insbesondere in den Hochburgen der SPD in Nord- und Mittelhessen waren die Nationalsozialisten besonders stark geworden. Mit der Machtergreifung der Nationalsozialisten büßten die Sozialdemokraten die Möglichkeit einer legalen politischen Arbeit ein.
Am 7. Juli hob die Verordnung zur Sicherung der Staatsführung des Reichsinnenministers Frick sämtliche SPD-Abgeordnetenmandate im hessischen Landtag und den Gemeindeparlamenten auf, am 14. Juli schließlich folgte das Gesetz gegen die Neubildung von Parteien. Das Vermögen der Partei wurde durch die neuen Machthaber beschlagnahmt und wurde erst nach dem Krieg restituiert.

### Neuaufbau nach dem Krieg
Während der Zeit des Nationalsozialismus war eine offizielle Parteiarbeit nicht möglich. Die Sozialdemokraten in Hessen versuchten, im Untergrund konspirativ Organisationsstrukturen aufrechtzuerhalten und mit den Organisationen der SPD im Exil zu vernetzen. Nach dem Krieg sollten diese Strukturen dazu beitragen, dass die SPD in Hessen unter allen Parteien am schnellsten eine neue Organisationsstruktur aufbauen konnten. Auch half beim Aufbau, dass die amerikanische Besatzungsmacht hauptsächlich Sozialdemokraten in führende Ämter einsetzte. So wurden alle Regierungspräsidenten in Groß-Hessen mit SPD-Mitgliedern besetzt: Ludwig Bergsträsser wurde Regierungspräsident im Regierungsbezirk Darmstadt, Fritz Hoch im Regierungsbezirk Kassel und Martin Nischalke im Regierungsbezirk Wiesbaden.
Am 15. Juli 1945 bildete sich eine provisorische Landesparteileitung der SPD. Dieser gehörten Wilhelm Knothe als Vorsitzender sowie Franz Ulrich, Rudi Menzer, Heinrich Zinnkann und Johannes Maaß an. Am 19. September 1945 wurden mit der Proklamation 2 von General Dwight D. Eisenhower das Land „Groß-Hessen“ gebildet. Mit Bescheid der Militärregierung vom 23. November 1945 wurde der Partei eine Arbeit auf Landesebene gestattet. Vorangegangen war die Erlaubnis der Besatzungsbehörden vom 27. August 1945 zur Bildung von Parteien auf Kreisebene. In der Folge bildeten sich flächendeckend ein Netz von Orts- und Kreisvereinen.
Im am 19. Februar 1946 ernannten Beratenden Landesausschuss stellte jede der vier zugelassenen Parteien SPD, CDU, KPD und LDP je zwölf Mitglieder. Dies entsprach aber nicht den Mehrheitsverhältnissen in der Bevölkerung, wie sich in den folgenden Wahlen zeigte.
Die Diskussion über das Verhältnis der SPD zur KPD prägte die innerparteiliche Diskussion des Jahres 1945. Unter dem Eindruck der Zwangsvereinigung von SPD und KPD in der SBZ entschied sich aber eine klare Mehrheit der hessischen Sozialdemokraten für ein eigenständiges Auftreten. Am 30. Dezember 1945 verabschiedete der Landesvorstand eine Entschließung, nach dem die SPD mit einer eigenen Liste in den Wahlen auftreten sollte. Auch die Parteikonferenz aller Landesvorstände der SPD der amerikanischen Zone am 6. Januar 1946 sprach sich mit 148 gegen 6 Stimmen gegen einen Zusammenschluss aus.
Bei den Kommunalwahlen Anfang 1946 zeigte sich die Richtigkeit dieser Politik. Die SPD erreichte 43,2 %. Gemeinsam mit der KPD (9,3 %) hatte sich die Mehrheit der Bevölkerung für die beiden Arbeiterparteien entscheiden. Auch die Wahl zur Verfassungsgebenden Landesversammlung bestätigte dieses Bild: Die SPD erhielt 44,3 % der Stimmen und konnte gemeinsam mit der KPD (9,7 %) die Versammlung bestimmen. Bei der Diskussion der Verfassung des Landes Hessen konnte sich die SPD mit ihren Vorstellungen daher weitgehend durchsetzen.
Bei der Landtagswahl in Hessen 1946 erreichte die SPD 42,7 % der Stimmen und war auf einen Koalitionspartner angewiesen. Sie entschied sich aufgrund der Erfahrungen in der SBZ nicht für eine Volksfront-Regierung mit der KPD, sondern für eine Große Koalition mit der CDU, die damals in Hessen eine dezidiert linke Politik vertrat. Erster gewählter Ministerpräsident wurde Christian Stock (SPD).
Der Aufbau eines Landesverbandes Hessen erfolgte eher stockend. Es bildeten sich die Bezirke Hessen-Süd (Regierungspräsidium Darmstadt und Wiesbaden) und Hessen-Nord (Regierungspräsidium Kassel). Diese Bezirksverbände (die noch über Jahrzehnte die eigentlichen Machtzentren in der Partei sein sollten) konnten sich nicht auf ein Organisationsstatut für den Landesverband einigen. Im Mai 1947 kam man überein, dass ein Landespräsidium gebildet werden solle, in das beide Bezirke Mitglieder entsenden würden. Der Landesvorstand solle nur in Ausnahmefällen tagen und bestand aus den Vorständen beider Bezirke. Ein originäres Gremium auf Landesebene sollte lediglich der Landesparteitag sein (der über die Landtagswahlliste entscheiden musste), der aufgrund der Mitgliederstärke der jeweiligen Organisationen beschickt wurde.

### Die Ära Zinn
Auf der gemeinsamen Sitzung der Vorstände der SPD-Bezirke Hessen-Süd und Hessen-Nord am 15. Oktober 1947 wurde der hessische Justizminister Georg August Zinn anstelle von Knothe als hessischer Landesvorsitzender gewählt. Auch zur Landtagswahl in Hessen 1950 trat Zinn als Spitzenkandidat an und errang einen historischen Wahlsieg. Zwar steigerte die SPD ihren Stimmenanteil nur geringfügig auf 44,4 %, erreichte aber aufgrund des Wahlrechtes und des Ausscheidens der KPD aus dem Landtag eine absolute Mehrheit im Parlament. Georg August Zinn wurde zum Ministerpräsidenten gewählt und setzte die Tradition des sprichwörtlichen „roten Hessens“ damit fort.
Eine wichtige Basis des Erfolges war die Einbindung des GB/BHE in die Landespolitik. Bedingt durch seine zentrale Lage war Hessen bevorzugtes Ziel von Flüchtlingen aus den deutschen Ostgebieten und der DDR geworden. Diese fanden ihre politische Heimat vielfach im BHE. Bereits am 10. Januar 1952 fand ein erstes Gespräch zwischen Zinn und dem BHE-Fraktionssekretär Anno von Gebhardt über eine Zusammenarbeit statt. Ergebnis dieser Gespräche ist eine förmliche Vereinbarung zwischen SPD und BHE über eine Zusammenarbeit, der die Gremien des BHE am 31. März 1952 zustimmen. Auf Basis dieser Zusammenarbeit konnte sowohl nach der Landtagswahl in Hessen 1954 als auch 1958 eine Koalition mit dem BHE gebildet werden. Sogar nachdem die SPD 1962 eine absolute Mehrheit geholt hatte, wurde die Koalition (nun mit der Gesamtdeutschen Partei) fortgesetzt.
Ein Instrument der Eingliederung der Flüchtlinge wie auch der Globalsteuerung der Wirtschaft war der 1951 von Zinn erstmals vorgestellte Hessenplan. Es handelte sich um eine mittelfristige Investitionsplanung, die einen Schwerpunkt auch auf die Entwicklung des ländlichen Raumes legte. Zahlreiche Dorfgemeinschaftshäuser in Hessen, künden noch heute von den damaligen Baumaßnahmen. Am 28. April 1965 wurde der Plan mit dem „Großen Hessenplan“ fortgeschrieben. Mit dem Hessentag (der erstmals 1961 stattfand), entwickelte die Regierung Zinn eine weitere Tradition, die zum Zusammenwachsen Hessens beitrug.
Im November 1954 kam es zur Restitution des von den Nationalsozialisten konfiszierten Parteivermögens. Dies betraf von allem die parteieigenen Druckereien und Zeitungsverlage (darunter die Union-Druckerei, die Oberhessische Volkszeitung, das Offenbacher Abendblatt und andere). Die parteieigenen Immobilien waren bereits vorher zurückübertragen worden. Im Rahmen eines Vergleichs erhielt die SPD einen Betrag von 3.082.759 DM (in heutiger Kaufkraft 9.548.000 €). Bis heute ist die SPD die Partei in Hessen mit dem größten Parteivermögen.
Bei der Bundestagswahl 1957 gelang es der CDU erstmals, vor der SPD stärkste Partei zu werden (40,9 % gegenüber 38 % für die SPD). Dieser Wahlerfolg sollte für die CDU aber Episode bleiben. Bei der Landtagswahl in Hessen 1958 erreichte die SPD mit 46,9 % klar den ersten Platz und sollte 1962 (50,8 %) und 1966 (51,0 %) absolute Mehrheiten erreichen. 1962 warb die SPD für sich erstmals mit dem Slogan Hessen vorn, der das Selbstbewusstsein der Landespartei im „roten Hessen“ symbolisierte.
Der Bezirksverband Hessen-Süd vertrat in der SPD traditionell dezidiert linke Positionen. Deutlich wurde dies z. B. bei der Verabschiedung des Godesberger Programms 1959. Aus Süd-Hessen stammten 58 von 276 Änderungsanträgen, die nahezu alle abgelehnt wurden.

### Sozialliberale Jahre

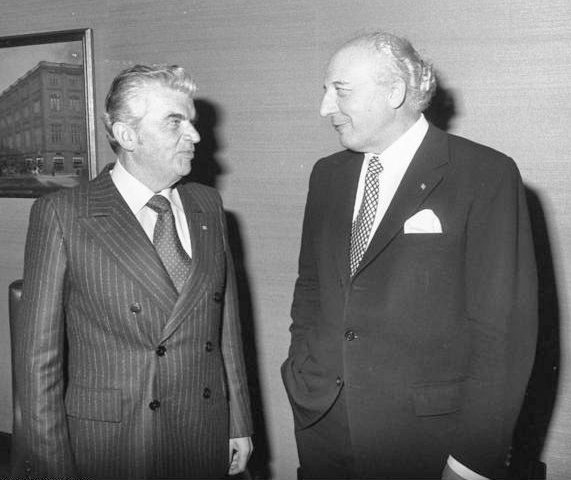
Albert Osswald mit Bundespräsident Walter Scheel, 1975

1969 trat Zinn krankheitsbedingt nach 22 Jahren als SPD-Vorsitzender und Ministerpräsident zurück. Sein Nachfolger wurde Albert Osswald. Nachdem die SPD bei der Landtagswahl 1970 ihre absolute Mehrheit verloren hatte und nun auf 45,9 % kam, bildete Osswald eine sozialliberale Koalition nach Bonner Muster.
In der Landespolitik nahm die Schärfe der Diskussion in diesen Jahren zu. Hauptkonfliktpunkt war zunächst die Gebietsreform in Hessen. Die von der SPD geforderten (und durchgesetzten) Großgemeinden und Kreisfusionen führten an vielen Orten zu erbittertem Streit und Widerstand. Insbesondere die aus Gießen und Wetzlar gebildete Stadt Lahn wurde von den Bürgern heftig angegriffen und musste nach kurzer Zeit wieder aufgelöst werden.
Ein weiteres polarisierendes Thema der Landespolitik war die Schulpolitik. Mit dem „Gesetz zur Änderung der hessischen Schulgesetze“ hatte der Landtag mit Stimmen von SPD und FDP am 29. März 1969 die Einführung von Förderstufe und Gesamtschule beschlossen. Die Förderstufe war bereits seit 1958 als Schulversuch in der Erprobung gewesen. Mit dem neuen Gesetz ging die Schulträgerschaft an die Landkreise über. Kultusminister Ludwig von Friedeburg war Anfang der 1970er Jahre eine Symbolfigur für die sozialdemokratischen Bildungsreformen der damaligen Zeit. Neben Gesamtschule und Förderstufe, waren die Einführung der Mengenlehre im Mathematikunterricht, die neuen Rahmenrichtlinien für Deutsch und Gesellschaftslehre, die von emanzipatorischen, gesellschaftskritischen Sozialisations- und Kommunikationstheorien ausgingen und die Abschaffung des Geschichtsunterrichtes zu Gunsten eines neuen Fachs Gesellschaftslehre Kernpunkte der SPD Bildungspolitik.
Auch in den 1970er Jahren wurde die Diskussion um die Schaffung eines effektiven Landesverbandes und der Entmachtung der beiden Bezirke fortgeführt. Am 19. März 1972 wurde das Amt des Landesgeschäftsführers der SPD Hessen neu geschaffen. Erster Landesgeschäftsführer wurde Heiner Dudene. Es wurde eine Landesgeschäftsstelle in Wiesbaden eingerichtet. Im Mai 1975 beschloss der Landesvorstand einen geschäftsführenden Landesvorstand einzurichten. Am 16. Oktober 1977 erfolgte die Gründung eines eigenständigen Landesverbandes auf dem konstituierenden Landesparteitag in Neu-Isenburg. 261 Delegierte verabschieden die Satzung des Landesverbandes und bestätigten Holger Börner als Landesvorsitzenden.
Der Helaba-Skandal und die Spendenaffäre der Frankfurter SPD stellte in der ersten Hälfte der 1970er Jahre eine schwere Belastung der SPD Hessen dar. Die oppositionelle CDU prangerte den „roten Filz“ in Hessen an. Am 26. März 1976 lehnte die Landtagsmehrheit aus SPD und FDP den Misstrauensantrag der CDU gegen Osswald ab. Aber bereits wenige Monate später, am 3. Oktober 1976, dem Abend der Bundestagswahl 1976 trat Osswald zurück, und der Vorsitzende des SPD-Bezirks Hessen-Nord, Holger Börner wurde am 12. Oktober 1976 zum Ministerpräsidenten gewählt. Die Hoffnung, durch diese Personalentscheidung die Wahlchancen zu verbessern, war jedoch zunächst vergebens. Bei den Kommunalwahlen in Hessen 1977 am 20. März fiel die SPD von 49,5 % auf 42,1 %. Noch härter traf die Genossen der Gewinn der CDU, die mit einem Gewinn von 11,5 Prozentpunkten auf 44,8 % kam. Am 19. April 1977 trat Osswald aufgrund dieses Debakels auch als Landesvorsitzender der SPD zurück.

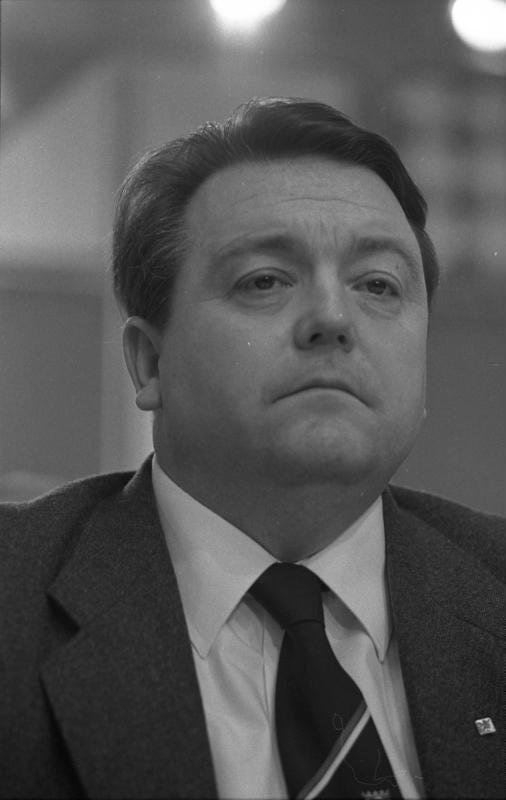
Holger Börner, 1978

Bei der Landtagswahl in Hessen 1978 fielen die Verluste der SPD geringer aus. Mit 44,6 % war sie zwar nach der CDU, die 46 % erhielt, weiterhin nur zweitstärkste Kraft, konnte aber ihre Koalition mit der FDP fortsetzen. Die Umweltpolitik rückte stärker in dem Mittelpunkt der Landespolitik. Die Grüne Liste Umweltschutz (GLU) erhielt bei der Landtagswahl 2 % der Stimmen. Innerhalb der SPD rangen die Flügel heftig um Umweltfragen. In der Atompolitik setzte sich die SPD langsam von der Befürwortung der Atomkraft ab. Auf dem Bezirksparteitag Hessen-Süd am 16./17. September 1978 lehnte die SPD die Inbetriebnahme der im Bau befindlichen Kraftwerke und den Neubau von Atomkraftwerken ab.
Das zweite Umweltthema, das die SPD Hessen spaltete, war der Bau der Startbahn West. Am 15. November 1980 stimmten 80 % der Delegierten des Bezirksparteitags Hessen-Süd für einen Stopp der Ausbaupläne. Die Regierung Börner stand jedoch zu den Ausbauplänen. Bei den Kommunalwahlen am 22. März 1981 erreichte die SPD nur noch 39,9 %.

### Von den „Hessischen Verhältnissen“ zur Rot-Grünen Koalition
Das Jahr 1982 brachte den Bruch der sozialliberalen Koalition im Bund. Bereits vorher, am 17. Juni 1982 hatte sich der Landesparteitag der hessischen FDP für eine Koalition mit der CDU nach der Landtagswahl in Hessen 1982 ausgesprochen. Neun Tage vor der Hessenwahl treten die FDP-Bundesminister zurück, um für eine CDU/FDP-Koalition Platz zu schaffen. Die SPD, die in den Meinungsumfragen bis dahin hinten gelegen hatte, plakatierte „Verrat in Bonn“ und konnte den Verlust auf 2 Prozentpunkte begrenzen. Vor allem aber scheiterte die FDP mit 3,1 % an der Fünf-Prozent-Hürde. Hierdurch und durch die Grünen, die mit 8 % in den Landtag einzogen, war der erwartete Wechsel zu schwarz-gelb unmöglich geworden.
Die SPD lehnte das Angebot des CDU-Landesvorsitzenden Walter Wallmann vom 24. November 1982 der Bildung einer Großen Koalition ab. Börner blieb vielmehr geschäftsführend im Amt. Die Presse sprach von den „hessischen Verhältnissen“. Am 4. August 1983 löste sich der hessische Landtag mit den Stimmen von SPD und CDU auf. Bei der Landtagswahl in Hessen 1983 erreichte die SPD 46,2 %. Damit hatten weiterhin weder SPD noch CDU/FDP eine Mehrheit. Holger Börner hatte vor der Wahl jede Zusammenarbeit mit den Grünen ausgeschlossen. Trotz der überdeutlichen Distanzierung der SPD von den Grünen im Wahlkampf (Holger Börner: „Fotos mit mir und den Grünen an einem Verhandlungstisch werden noch nicht einmal als Montage zu sehen sein“) kam es zu einer rot-grünen Zusammenarbeit.
Am 5. November 1983 beschloss der SPD-Landesparteitag auf Antrag von Holger Börner, die Möglichkeiten einer Zusammenarbeit mit den Grünen ausloten zu lassen. Am 14. November fand die erste öffentliche Verhandlungsrunde zwischen SPD und Grünen statt. Am 21. Dezember 1983 stimmte die Rot-Grüne Mehrheit im Landtag einem Teilhaushalt zu. Die Landesversammlung der Grünen stimmte am 19. Mai 1984 mit breiter Mehrheit einer Tolerierung einer SPD-Minderheitsregierung zu. Nachdem auch der Landesparteitag der SPD am 2. Juni 1984 diesen Kurs gebilligt hatte, wurde am 4. Juni 1984 eine Tolerierungsvereinbarung zwischen beiden Parteien unterschrieben und zwei Tage später der reguläre Haushalt verabschiedet. Im Juni 1984 wurde Holger Börner mit den Stimmen der Grünen zum Ministerpräsidenten gewählt.
Im Oktober 1985 kam es schließlich zur ersten rot-grünen Koalition in der Bundesrepublik. Sowohl die Tolerierungsphase als auch die Koalitionszeit wurden bestimmt durch den Konflikt zwischen „Fundis“ und „Realos“ auf Seiten der Grünen und diversen Konflikten zwischen den Koalitionspartner SPD und Grüne. Die Opposition und die Presse sprachen vom „Rot-Grünen Chaos“.
Im Februar 1987 zerbrach die Koalition an dem Streit über die Genehmigung für das Hanauer Nuklearunternehmen Alkem. Die Atompolitik war in der Koalitionsvereinbarung bewusst ausgeklammert worden, da keine Einigkeit erzielt werden konnte. Da Atomrecht Bundesrecht ist, vollzog das Land Hessen hier auch lediglich die bundesweit gültigen Gesetze. Wirtschaftsminister Ulrich Steger war aufgrund der Gesetzeslage gezwungen, eine Genehmigung zum Betrieb der Anlage zu erteilen. Die Landesversammlung der Grünen in Langgöns am 8. Februar 1987 stellte der SPD-Landesregierung ein Ultimatum, auf die Genehmigung zu verzichten. Ministerpräsident Börner wertete dies als Rücktrittsangebot Joschka Fischers. Im April 1987 kam es daraufhin zu Neuwahlen.

### Eine neue Erfahrung: Opposition
Am 10. Februar 1987 erklärte Holger Börner seinen Rücktritt. Hans Krollmann wurde als SPD-Vorsitzender sein Nachfolger und führte die Partei in die vorgezogene Landtagswahl. Schwerpunkt des Wahlkampfes war – neben der Auseinandersetzung um die Ergebnisse der Rot-Grünen Zusammenarbeit – vor allem die Schulpolitik. Mit dem „Förderstufenabschlussgesetz“ wurde die flächendeckende Pflichtförderstufe für alle Schulkinder eingeführt. Die „Bürgeraktion freie Schulwahl“, die breite Proteste gegen dieses Vorhaben organisiert hatte, war am 11. Februar 1987 vor dem hessischen Staatsgerichtshof mit einer Klage gegen das Gesetz gescheitert. Aber auch die Alkem-Frage wurde breit diskutiert. Am 10. März 1987 wies Bundesumweltminister Walter Wallmann Wirtschaftsminister Steger an, die Genehmigung zu erteilen.
Die Landtagswahl in Hessen 1987 war eine Zäsur in der Geschichte der SPD Hessens. Nach über 40 Jahren mussten die Genossen erstmals auf den Sitzen der Opposition im Landtag Platz nehmen. 40,2 % für die SPD bedeutete einen Verlust von 6,0 % und die knappstmögliche Mehrheit für eine christlich-liberale Regierung.
Das Wahlergebnis führte zu internen Macht- und Flügelkämpfen in der SPD. Hans Krollmann wurde von Teilen der Partei für die Wahlniederlage verantwortlich gemacht. Am 22. Februar 1988 übernahm Ernst Welteke statt seiner die Führung der Landtagsfraktion und ein Jahr später Hans Eichel den Parteivorsitz.

### Nach dem Wahlsieg 1991
Genauso knapp wie 1987 ging auch die Landtagswahl in Hessen 1991 aus. Nur hatte diesmal Rot-Grün eine knappe Mehrheit errungen. Hans Eichel wurde zum Ministerpräsidenten gewählt und bildete mit den Grünen eine Koalition. Die Zusammenarbeit der Koalitionsparteien miteinander unterschied sich diametral vom „rot-grünen Chaos“ des ersten Versuches. Die SPD, die sich insbesondere in Fragen der Atompolitik den Positionen der Grünen genähert hatte, und die Grünen, bei denen sich die Realpolitiker durchgesetzt hatten, arbeiteten harmonisch zusammen und traten geschlossen auf. Bei der Landtagswahl in Hessen 1995 profitierten hiervon vor allem die Grünen, die auf 11,2 % kamen. Die SPD büßte weiter Stimmen und Sitze ein und kam auf 38,0 %. Die Möglichkeit, die Rot-Grüne Koalition fortzusetzen, wog diesen Verlust aber aus Sicht der SPD mehr als auf.

### Ein Absturz
Die Landtagswahl in Hessen 1999 stand im Schatten der Bundespolitik. Insbesondere die Unzufriedenheit mit den Plänen der Rot-Grünen Bundesregierung zum Thema doppelte Staatsbürgerschaft (die in der CDU/CSU-Unterschriftenaktion gegen die Reform des deutschen Staatsbürgerschaftsrechts im Wahlkampf aufgegriffen wurde) führte dazu, dass die SPD trotz leichter Gewinne (auf 39,4 %) keine Mehrheit gemeinsam mit den Grünen erreicht hatte. Roland Koch wurde Ministerpräsident einer schwarz-gelben Koalition, und SPD-Landesvorsitzender Hans Eichel wurde Finanzminister in Berlin.
2003 folgte ihm Gerhard Bökel als SPD-Landesvorsitzender. Gerhard Bökel übernahm auch den Fraktionsvorsitz und wurde Spitzenkandidat der Landtagswahl in Hessen 2003. Diese wurde für die Sozialdemokraten ein Desaster. Die SPD verlor 10,3 Prozentpunkte ein und kam nur noch auf 29,1 %. Diese Verluste trafen die SPD besonders in ihren Hochburgen. Hierdurch gingen bis auf zwei alle Wahlkreise für die SPD verloren.
Die SPD bestimmte Jürgen Walter zum neuen Fraktionschef und Andrea Ypsilanti als neue Parteichefin.

### Der „gefühlte Wahlsieg“ und die gescheiterte Regierungsbildung
Die Landtagswahl in Hessen 2008 war für die hessischen Sozialdemokraten ein Wechselbad der Gefühle.
Bereits die Festlegung der Spitzenkandidatin der SPD war aufsehenerregend. Der Fraktionsvorsitzende der SPD, Jürgen Walter, der dem rechten Flügel der Partei angehört, erklärte, selbst nicht kandidieren zu wollen. Als aber dessen Wunschkandidat Gerhard Grandke nicht zur Wahl antrat und Andrea Ypsilanti im August 2006 ihre Kandidatur bekanntgab, trat Walter ebenfalls an. Die SPD verschob daraufhin den Nominierungsparteitag und veranstaltete Regionalkonferenzen, um das Votum der Basis einzuholen. Bei dieser (nicht bindenden) Befragung der Basis entschieden sich zwei Drittel der Unterbezirke für Walter. Wer die Mehrheit der auf den Konferenzen anwesenden Mitglieder gewonnen hatte, konnte nicht sicher festgestellt werden, da für die Konferenzen kein einheitliches Verfahren festgelegt worden war. Sowohl Walter als auch Ypsilanti beanspruchten für sich, die Mehrheit der insgesamt abgegebenen Stimmen erhalten zu haben.
Am 2. Dezember 2006 hatte der Landesparteitag der SPD Hessen in Rotenburg die Kandidatenfrage zu entscheiden. Im ersten Wahlgang gab es ein Patt. Sowohl Walter als auch Ypsilanti erhielten 172 Stimmen. Im zweiten Wahlgang setzte sich Ypsilanti mit 175 gegen 165 Stimmen durch.
Im Wahlkampf warb die SPD mit der Forderung nach Mindestlöhnen, der Abschaffung der Studiengebühren, einem massiven Ausbau der erneuerbaren Energien sowie dem Atomausstieg. Die SPD und Spitzenkandidatin Ypsilanti lehnten wiederholt jede irgendwie geartete Zusammenarbeit mit der Partei Die Linke kategorisch ab.
Am Wahlabend konnten die Sozialdemokraten einen historischen Absturz der CDU bejubeln, die 12 Prozentpunkte verloren hatte. Die SPD selbst konnte sich mit 36,7 % gegenüber 2003 deutlich verbessern und mit der CDU fast gleichziehen, fuhr aber dennoch nur das zweitschlechteste Ergebnis ihrer Nachkriegsgeschichte ein. Weder SPD und Grüne noch CDU und FDP verfügten durch den Einzug der Linkspartei über eine parlamentarische Mehrheit. Nachdem die FDP die Bildung einer Jamaika-Koalition abgelehnt hatte, entschied sich die SPD, entgegen ihren klaren Wahlversprechen, eine rot-grüne Minderheitsregierung unter Tolerierung durch die Linke (Magdeburger Modell) anzustreben. Diese Konstellation verfügte nur über eine knappe Mehrheit von zwei Stimmen.
Dieser Versuch scheiterte nur wenige Wochen später an der öffentlichen Bekanntgabe der Landtagsabgeordneten Dagmar Metzger, einer solchen Regierungsbildung die Zustimmung zu versagen. Auch wenn SPD, Grüne und Linkspartei ohne Metzger noch eine Stimme Mehrheit gehabt hätten, wurde der Versuch einer Regierungsbildung zunächst abgesagt, und Roland Koch blieb geschäftsführend im Amt.
Die (erneuten) „hessischen Verhältnisse“ erlangten auch eine große bundespolitische Bedeutung, da die mögliche Tolerierung einer Regierung durch die Linkspartei in Hessen die erste in einem westdeutschen Bundesland gewesen wäre. Von Seiten der Kritiker wurde das als „Wortbruch“ bezeichnete Vorhaben scharf kritisiert, und auch innerhalb der Bundes-SPD gab es gegensätzliche Standpunkte. Der Bundesvorsitzende der SPD, Kurt Beck, geriet unter dem Eindruck des innerparteilichen Streits in die Kritik. Beck hatte im Wahlkampf ebenfalls eine Regierungsbildung gemeinsam mit den Linken ausgeschlossen.
Kurz vor der Bürgerschaftswahl in Hamburg 2008 gab er Ypsilanti jedoch freie Hand für eine Tolerierung durch die Linkspartei und bot somit den gegnerischen Parteien kurz vor einer wichtigen Wahl ein Angriffsfeld. Führende SPD-Politiker übten daraufhin Kritik am Vorsitzenden, die auch in den folgenden Monaten nie ganz verstummte. Der Rücktritt Becks als Parteivorsitzender am 7. September 2008 wird auch auf sein gesunkenes öffentliches wie innerparteiliches Ansehen durch die Krise der Hessen-SPD und sein möglicherweise unglückliches Verhalten in dieser Frage gesehen.
In einer Reihe von Regionalkonferenzen wurde das Modell einer rot-grünen Minderheitsregierung mit den SPD-Delegierten diskutiert. Nachdem eine große Mehrheit für eine rot-grüne Regierungsbildung mithilfe der Linkspartei stimmte, wurde ein Koalitionsvertrag ausgehandelt und beim Landesparteitag am 1. November 2008 bestätigt. Die für den 4. November angesetzte Wahl Ypsilantis zur hessischen Ministerpräsidentin sollte jedoch nicht stattfinden.
Einen Tag vor der Wahl kündigten weitere Landtagsabgeordnete der SPD (Jürgen Walter, Carmen Everts und Silke Tesch) an, die Regierungsbildung (nach eigener Aussage aus Gewissensgründen) und wegen des Inhalts des Koalitionsvertrages, den auch Jürgen Walter mit aushandelte, nicht zu unterstützen. Somit war der Versuch der Bildung einer rot-grünen Minderheitsregierung unter Tolerierung der Linkspartei endgültig gescheitert. Wenige Tage später entschied der hessische Landtag einstimmig, die „hessischen Verhältnisse“ über Neuwahlen aufzulösen. Hierzu bestimmte die SPD den bisher in der Öffentlichkeit recht unbekannten Landtagsabgeordneten Thorsten Schäfer-Gümbel zum Spitzenkandidaten. Zur Wahl trat die SPD mit Andrea Ypsilanti als Parteichefin, dem gleichen Programm des Vorjahres, aber ohne verbindliche Koalitionsaussage (und damit ohne Absage an eine Koalition mit der Linkspartei) an.

SPD Plakat Landtagswahlkampf 2009

Die vorgezogene Landtagswahl in Hessen 2009 führte zu einem starken Verlust der SPD von 13 Prozentpunkten. Sie erreichte mit 23,7 % ihr historisch schlechtestes Ergebnis in Hessen nach dem Zweiten Weltkrieg und hatte ihr Stimmenergebnis um ein Drittel reduziert. Lediglich 10 von 56 Wahlkreise wurden von der SPD gehalten. Am Wahlabend trat Andrea Ypsilanti als Landesvorsitzende zurück. Am 27. Januar 2009 bestimmte die Fraktion Thorsten Schäfer-Gümbel zum neuen Fraktionsvorsitzenden.

### Neuere Geschichte
Bei den Kommunalwahlen in Hessen 2011 büßte die SPD (verglichen mit den vorangegangenen Wahlen 2006) 3,2 Prozentpunkte ein. Mit 31,5 % hatte die SPD jedoch deutlich stärker abgeschnitten als bei den Landtagswahlen und blieb zweitstärkste hessische Kommunalpartei. Überraschend siegte der SPD Kandidat Peter Feldmann bei der vielbeachteten Oberbürgermeisterwahl in Frankfurt am Main 2012.
Die Landtagswahl in Hessen 2018 führte zu einem starken Verlust der SPD von 10,9 Prozentpunkten. Sie erreichte mit 19,8 % ihr historisch schlechtestes Ergebnis in Hessen nach dem Zweiten Weltkrieg und hatte wie schon 2009 ihr Stimmenergebnis um ein Drittel reduziert.
Für die Landtagswahl 2023 wurde die Vorsitzende der hessischen SPD – zugleich Bundesinnenministerin – Nancy Faeser zur Spitzenkandidatin gekürt. Durch ihre Popularität durch ihr hohes Amt auf Bundesebene erhoffte man sich, die Partei aus dem Tief holen zu können. Allerdings sollte sich dies nicht bestätigen: die SPD kam auf nur 15,1 Prozent der Stimmen, verlor somit ein Viertel ihrer Wählerschaft und landete sogar deutlich hinter der AfD. Anschließend trat die SPD in einer CDU-geführte Landesregierung ein (Kabinett Rhein II).

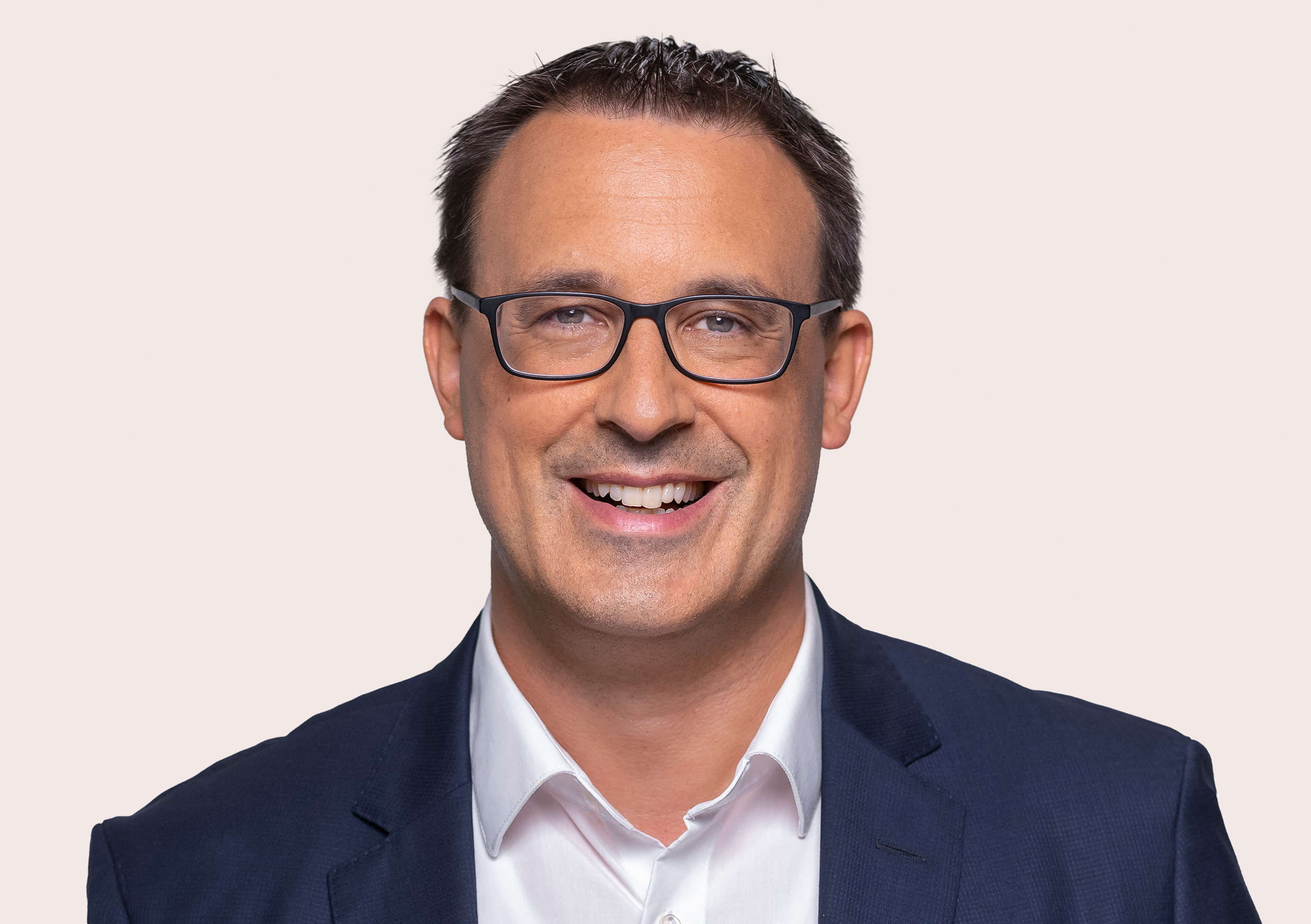
Sören Bartol (2021)

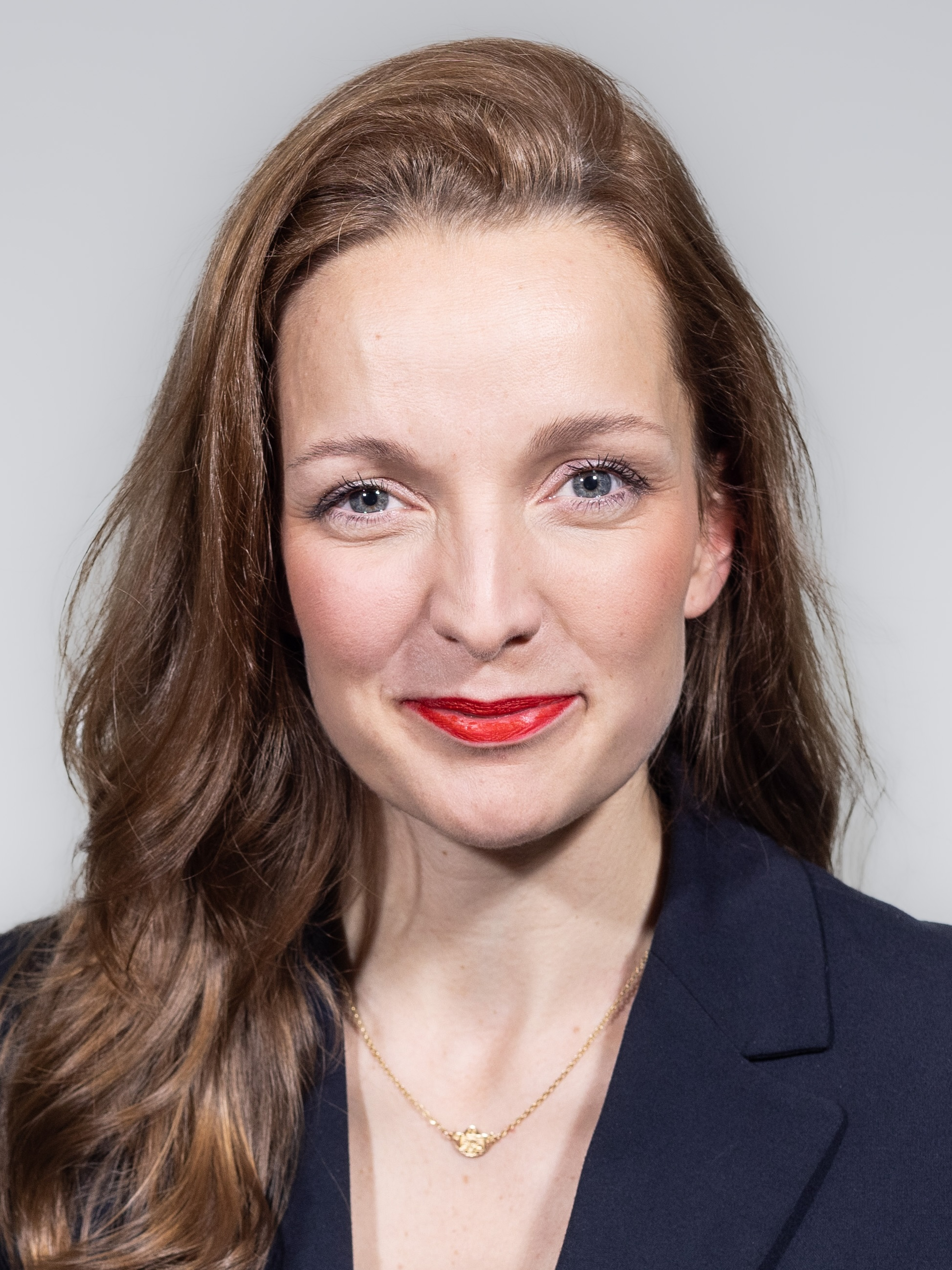
Josefine Koebe (2024)

Die beiden hessischen Bezirksvorstände Nord und Süd haben am 26. Februar 2024 den Marburger Bundestagsabgeordneten Sören Bartol als neuen Vorsitzenden und die Bensheimer Landtagsabgeordnete Josefine Koebe als Generalsekretärin nominiert. Beide wurden am 9. März auf dem Parteitag in Frankfurt am Main gewählt.

### Ergebnisse der Landtagswahlen ab 1946
| Landtagswahlergebnisse | Landtagswahlergebnisse | Landtagswahlergebnisse | Landtagswahlergebnisse  |
| Jahr                   | Stimmen                | Sitze                  | Spitzenkandidat         |
| ---------------------- | ---------------------- | ---------------------- | ----------------------- |
| 1946                   | 42,7 %                 | 38                     | Christian Stock         |
| 1950                   | 44,4 %                 | 47                     | Georg August Zinn       |
| 1954                   | 42,6 %                 | 44                     | Georg August Zinn       |
| 1958                   | 46,9 %                 | 48                     | Georg August Zinn       |
| 1962                   | 50,8 %                 | 51                     | Georg August Zinn       |
| 1966                   | 51,0 %                 | 52                     | Georg August Zinn       |
| 1970                   | 45,9 %                 | 53                     | Albert Osswald          |
| 1974                   | 43,2 %                 | 49                     | Albert Osswald          |
| 1978                   | 44,3 %                 | 50                     | Holger Börner           |
| 1982                   | 42,8 %                 | 49                     | Holger Börner           |
| 1983                   | 46,2 %                 | 51                     | Holger Börner           |
| 1987                   | 40,2 %                 | 44                     | Hans Krollmann          |
| 1991                   | 40,8 %                 | 46                     | Hans Eichel             |
| 1995                   | 38,0 %                 | 44                     | Hans Eichel             |
| 1999                   | 39,4 %                 | 46                     | Hans Eichel             |
| 2003                   | 29,1 %                 | 33                     | Gerhard Bökel           |
| 2008                   | 36,7 %                 | 42                     | Andrea Ypsilanti        |
| 2009                   | 23,7 %                 | 29                     | Thorsten Schäfer-Gümbel |
| 2013                   | 30,7 %                 | 37                     | Thorsten Schäfer-Gümbel |
| 2018                   | 19,8 %                 | 29                     | Thorsten Schäfer-Gümbel |
| 2023                   | 15,1 %                 | 23                     | Nancy Faeser            |

## Struktur

### Organisation
Die SPD Hessen gliedert sich in zwei Bezirksverbände (Hessen-Nord und Hessen-Süd). Vorsitzender des Bezirks Nord ist seit Mai 2019 Timon Gremmels, Vorsitzender des Bezirks Süd seit Juni 2019 Kaweh Mansoori. Die Bezirke sind in Unterbezirke aufgeteilt. Ein Unterbezirk entspricht einem Landkreis bzw. einer kreisfreien Stadt.
Die Unterbezirke sind wiederum in Stadt- und Gemeindeverbänden, Ortsvereine (OV) oder Ortsbezirke aufgegliedert. Diese entsprechen dann einzelnen Gemeinden, Gemeindeverbänden bzw. in Städten, Stadtteilen oder Siedlungen.

### Entwicklung der Mitgliederzahlen
Nach dem Krieg war die SPD die am schnellsten wachsende Partei in Hessen mit den weitaus meisten Mitgliedern. Nach dem schnellen Wachstum setzte zwischen 1947 und 1954 eine Konsolidierungsphase ein, in der die SPD Hessen fast ein Drittel ihrer Mitglieder verlor. Zwischen 1955 und 1978 wuchs die Zahl der Parteimitglieder jedes Jahr ohne Ausnahme. Den Höhepunkt des Zuwachses stellte das Bundestagswahljahr 1972 dar, in dem 10,8 % neue Mitglieder gewonnen werden konnten. Seit 1979 geht die Mitgliederzahl kontinuierlich zurück und hat sich gegenüber der Höchstzahl mehr als halbiert.  Aufgrund der Frauenquote ist der Anteil der Amtsträgerinnen höher.
| Jahr | SPD Hessen-Nord | SPD Hessen-Süd | SPD Hessen |
| 1946 | 20.532          | 53.311         | 73.843     |
| 1947 | 28.757          | 57.649         | 86.406     |
| 1954 | 17.445          | 42.962         | 60.407     |
| 1966 | 28.232          | 68.675         | 96.907     |
| 1978 | 45.320          | 97.530         | 142.850    |
| 1987 | 40.936          | 81.190         | 122.126    |
| 2008 | 22.977          | 41.951         | 64.928     |
| 2014 |                 |                | 55.383     |
| 2024 |                 |                | 40.414     |

### Arbeitsgemeinschaften
In Hessen bestehen (wie in den anderen Bundesländern) eine Reihe von Arbeitsgemeinschaften für bestimmte Bevölkerungsgruppen:
| Arbeitsgemeinschaft                                                                        | Landesvorsitzender | Bezirksvorsitzender Süd         | Bezirksvorsitzender Nord        |
| Arbeitsgemeinschaft SPD 60 plus                                                            |                    | Peter Schöbel                   | Ullrich Meßmer                  |
| Arbeitsgemeinschaft Selbständige in der SPD (AGS)                                          |                    | Dieter Falk                     | Peter Schmitt                   |
| Arbeitsgemeinschaft für Arbeit (AfA)                                                       |                    | Andreas Trägler                 | Ullrich Meßmer, Anja Möller     |
| Arbeitsgemeinschaft für Bildung (AfB)                                                      |                    | Anna Kristina Schönbach         | Stefan Kollmann                 |
| SPD Frauen – Arbeitsgemeinschaft sozialdemokratischer Frauen                               |                    | Lea Eckert, Nadine Gersberg     | Monika Vaupel                   |
| Arbeitsgemeinschaft sozialdemokratischer Juristinnen und Juristen (ASJ)                    |                    | Jürgen Gasper                   | Vera Krause, Mathias Metzner    |
| Jusos in der SPD                                                                           | Lukas Schneider    | Michelle Breustedt              | Finja Müller, Nicolas Scherkamp |
| Arbeitsgemeinschaft der SPD für Akzeptanz und Gleichstellung (SPDqueer)                    |                    | Amilio Ludwig-Dinkel            | Florian Schneider               |
| Arbeitsgemeinschaft Migration und Vielfalt                                                 |                    | Arlinda Ramaj, Kevin Trah-Bente | Thevagar Mohanadhasan           |
| Arbeitsgemeinschaft Selbst Aktiv                                                           |                    | Georg Einhaus                   | Horst Behle                     |
| Arbeitsgemeinschaft der Sozialdemokratinnen und Sozialdemokraten im Gesundheitswesen (ASG) |                    | Stefanie Minkley                | Peter Schmitt                   |

Landesvorsitzender der Sozialdemokratischen Gemeinschaft für Kommunalpolitik (SGK) ist Andreas Siebert. Die SGK ist keine Arbeitsgemeinschaft im Sinne des Organisationsstatuts.

## Programm
Das aktuelle Programm der SPD Hessen ist das auf dem Landesparteitag in Hanau am 9. März 2013 beschlossene Regierungsprogramm. Es trägt den Titel: „Hessen erneuern. Sozialdemokratisches Regierungsprogramm für Hessen 2014–2019“.

## Persönlichkeiten

### Regierungschefs

#### Staatspräsidenten des Volksstaats Hessen
- Carl Ulrich (1918–1928)
- Bernhard Adelung (1928–1933)

#### Ministerpräsidenten des Landes Hessen
- Christian Stock (1946–1950)
- Georg-August Zinn (1950–1969)
- Albert Osswald (1969–1976)
- Holger Börner (1976–1987)
- Hans Eichel (1991–1999)

### Parteivorsitzende

#### SPD Großherzogtum Hessen
1892–1912 war Carl Ulrich Vorsitzender der SPD-Landesorganisation Hessen (-Darmstadt bzw. -Süd).

#### SPD Volksstaat Hessen
Wilhelm Weber war 1927–1933 Vorsitzender des SPD-Landesvorstands Hessen (-Darmstadt).

#### SPD Hessen
| Jahre     | Vorsitzender            |
| 1945–1947 | Wilhelm Knothe          |
| 1947–1969 | Georg August Zinn       |
| 1969–1977 | Albert Osswald          |
| 1977–1987 | Holger Börner           |
| 1987–1989 | Hans Krollmann          |
| 1989–2001 | Hans Eichel             |
| 2001–2003 | Gerhard Bökel           |
| 2003–2009 | Andrea Ypsilanti        |
| 2009–2019 | Thorsten Schäfer-Gümbel |
| 2019–2024 | Nancy Faeser            |
| seit 2024 | Sören Bartol            |

### Generalsekretäre
| Jahre     | Generalsekretär |
| 2003–2009 | Norbert Schmitt |
| 2009–2014 | Michael Roth    |
| 2014–2019 | Nancy Faeser    |
| 2019–2024 | Christoph Degen |
| seit 2024 | Josefine Koebe  |

### Fraktionsvorsitzende

#### Landtag des Volksstaates Hessen
- -1931 Georg Kaul
- 1931–1933 Heinrich Zinnkann

#### Hessischer Landtag
| Jahre                                  | Vorsitzender            |
| Beratender Landesausschuss             | Willy Knothe            |
| Verfassungsberatende Versammlung       | Willy Knothe            |
| 1. Dezember 1946 bis 16. Juli 1947     | Rudolf Freidhof         |
| 16. Juli 1947 bis 9. November 1949     | Albert Wagner           |
| 9. November 1949 bis 14. Januar 1953   | Ludwig Bodenbender      |
| 14. Januar 1953 bis 11. Januar 1955    | Heinrich Schneider      |
| 11. Januar 1955 bis Januar 1959        | Ludwig Bodenbender      |
| Januar 1959 bis 30. März 1960          | Georg Buch              |
| 30. März 1960 bis 17. Oktober 1961     | Willi Zinnkann          |
| 17. Oktober 1961 bis 7. September 1964 | Rudi Arndt              |
| 7. September 1964 bis 19. Januar 1967  | Johannes Strelitz       |
| 19. Januar 1967 bis 21. Oktober 1969   | Erwin Lang              |
| 21. Oktober 1969 bis 8. Dezember 1970  | Werner Best             |
| 8. Dezember 1970 bis 18. Januar 1972   | Heribert Reitz          |
| 18. Januar 1972 bis 9. Oktober 1973    | Hans Krollmann          |
| 9. Oktober 1973 bis 30. November 1974  | Willi Görlach           |
| 7. Dezember 1974 bis 18. Oktober 1976  | Armin Clauss            |
| 18. Oktober 1976 bis 26. März 1980     | Karl Schneider          |
| 26. März 1980 bis 26. Juni 1984        | Horst Winterstein       |
| 26. Juni 1984 bis 5. April 1987        | Ernst Welteke           |
| 5. April 1987 bis 22. Februar 1988     | Hans Krollmann          |
| 22. Februar 1988 bis 4. April 1991     | Ernst Welteke           |
| 5. April 1991 bis 25. Januar 1994      | Lothar Klemm            |
| 25. Januar 1994 bis 19. Juni 2001      | Armin Clauss            |
| 20. Juni 2001 bis 11. Februar 2003     | Gerhard Bökel           |
| 11. Februar 2003 bis 16. Januar 2007   | Jürgen Walter           |
| 16. Januar 2007 bis 18. Januar 2009    | Andrea Ypsilanti        |
| 28. Januar 2009 bis 4. September 2019  | Thorsten Schäfer-Gümbel |
| 4. September 2019 bis 8. Dezember 2021 | Nancy Faeser            |
| 14. Dezember 2021 bis 16. Januar 2024  | Günter Rudolph          |
| seit dem 16. Januar 2024               | Tobias Eckert           |